# Evangelie volgens Johannes
Het Evangelie volgens Johannes (vaak kortweg Johannes genoemd) is een van de vier evangeliën in het Nieuwe Testament. Het bevat een verslag van het leven van Jezus en werd door een onbekende auteur (of auteurs) geschreven in het Koinè-Grieks.
Omdat dit evangelie in de canon van het Nieuwe Testament volgt op drie andere (eveneens anonieme) evangeliën, wordt het geschrift al eeuwenlang het Vierde Evangelie genoemd, een term die soms ook wordt gehanteerd door historici.

## Auteur(s)
Traditioneel wordt dit evangelie toegeschreven aan de apostel Johannes, maar dit wordt door hedendaagse wetenschappers verworpen. Het evangelie is anoniem; de auteur noemt zijn naam niet in de tekst. Oorspronkelijk had dit geschrift ook geen naam; de titel "Evangelie volgens Johannes" is er pas later aan gegeven toen men aannam dat het was geschreven door de apostel Johannes. Omdat hierdoor gewoonlijk naar de auteur werd verwezen als "Johannes", werd de aanduiding "Johannes de Evangelist" geïntroduceerd om een onderscheid met de apostel te maken als het om de auteur ging.
Vanaf de 2e eeuw tot heden hebben tal van kerkvaders en wetenschappers trachten te achterhalen wie de auteur kan zijn geweest van dit evangelie en de andere werken die aan de apostel Johannes werden toegeschreven, het zogeheten Johanneïsch vraagstuk. Irenaeus, bisschop van Lyon vanaf het jaar 177, schrijft dat Johannes het boek op hoge leeftijd te Efeze heeft (uit)gegeven. Irenaeus noemt als bron Polycarpus van Smyrna die rond 155 op 85-jarige leeftijd stierf en zelf Johannes nog gekend had. De Canon Muratori gaat er in het jaar 170 van uit dat Johannes de apostel het evangelie door anderen liet schrijven en autoriseerde.
Onderzoek in de tweede helft van de twintigste eeuw heeft aangetoond dat de theorie dat het Evangelie volgens Johannes door een enkel persoon zou zijn geschreven niet houdbaar is. Waarschijnlijk is het - net als de synoptische evangeliën - ontstaan door het samenvoegen van perikopen en een redactioneel proces. De wetenschappelijke consensus is dat de auteur van de uiteindelijke redactionele versie van het Evangelie volgens Johannes waarschijnlijk deel uitmaakte van een - geconstrueerde of echte - groep die bekend staat als de "Johanneïsche gemeente" of "Johanneïsche gemeenschap", of ook wel "Johanneïsche school" of "Johanneïsche kring" wordt genoemd.

## Datering

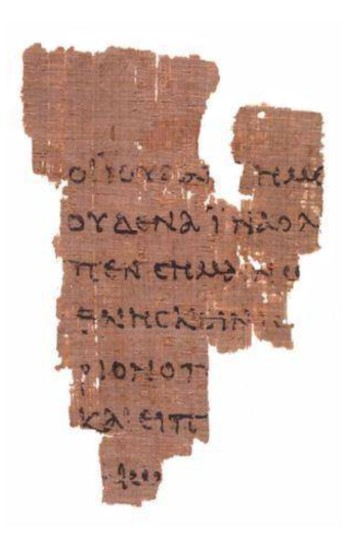
Rylands papyrus; ca 125 na Chr

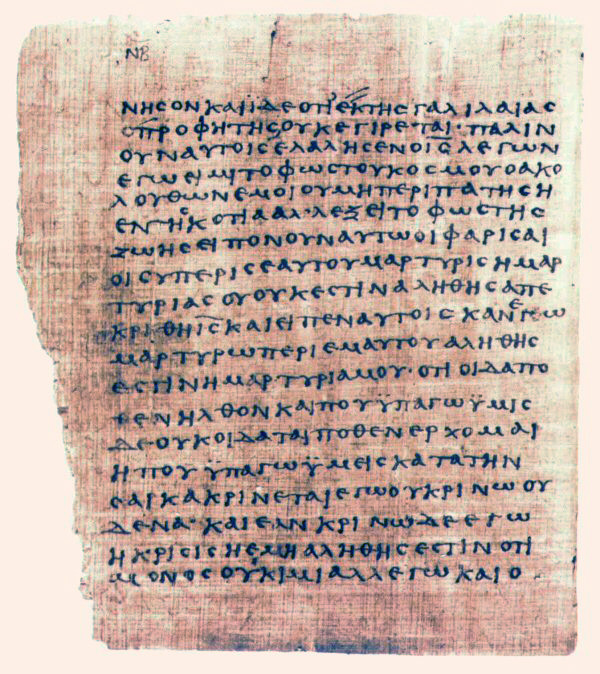
papyrus Bodmer II, ca 200

Omdat van de traditionele auteur, de apostel Johannes, al in de tijd van Papias werd aangenomen dat hij tegen het eind van zijn leven in Efeze woonde (een belangrijk centrum van het christelijk geloof na de val van Jeruzalem in 70 n. Chr.), nam men veelal aan dat het evangelie in die stad geschreven werd.
Het Johannesevangelie wordt vrij laat gedateerd. F.C. Baur suggereerde het jaartal 160. In 1934 publiceerde C.H. Roberts een stukje papyrus (P52 = Papyrus Ryl. Gr. 457) dat enkele verzen uit hoofdstuk 18 van het Evangelie volgens Johannes bevat. Hij dateerde op grond van het lettertype, dat erg lijkt op de regeringsstukken van Hadrianus (keizer van 117-138), als uit de eerste helft van de tweede eeuw. Hoewel sommige experts in de paleografie bezwaar maakten en meenden dat het manuscript niet zo nauwkeurig kan worden gedateerd, wordt algemeen erkend dat dit de oudste tekst is met een deel van het Nieuwe Testament.
De Bodmer II papyrus bevat de eerste 14 hoofdstukken van dit evangelie, en dateert van rond 200. Daarnaast zijn er vele papyri en grote codices als getuigen van de tekst.
Hoewel er diverse speculaties zijn over het tijdstip van ontstaan, wordt er dikwijls van uitgegaan dat het Evangelie volgens Johannes rond 90-110 zijn vorm heeft gekregen. Dit is waarschijnlijk later dan de andere drie evangeliën. Mogelijk heeft de schrijver kennis gehad van de geschriften van Matteüs, Marcus en Lucas en veronderstelt hij de inhoud van deze Evangeliën ook bekend bij zijn lezers, maar ook hierover kan enkel gespeculeerd worden.

## Kenmerken
Het boek is voornamelijk aan niet-Joodse christenen gericht. Dat is onder andere te merken aan de vele parenthesen (uitleggingen direct na een bepaald woord, zie bijvoorbeeld 1:39, 1:42, 1:43 en 9:7). Een typisch stijlkenmerk van het Evangelie volgens Johannes is het gebruik van ironie, zoals wanneer het volk de keuze krijgt tussen Barabbas en Jezus (de eerste naam betekent letterlijk Zoon van Vader, de andere is volgens christenen de Zoon van God).
In het Johannesevangelie komt een aantal "Ik ben"-uitspraken van Jezus voor. Bijvoorbeeld: "ik ben het brood", "ik ben het licht der wereld", "ik ben de deur" en "ik ben de goede herder". Een aantal maal bevatten deze uitspraken geen predicaat en zegt Jezus simpelweg: "Ik ben". Dit is een verwijzing naar de manier waarop in het Oude Testament soms over God gesproken wordt, een verwijzing die door de toehoorders herkend wordt en soms tot grote verontwaardiging leidt (8:58,59).
Het Johannesevangelie is naar binnen gericht. Het bevat geen verwijzing naar de wereldse geschiedenis of aandacht voor maatschappelijke kwesties, zoals we die vinden bij met name Lucas. Het gebod van Matteüs om je vijanden lief te hebben is bij Johannes vervangen door het gebod elkaar lief te hebben (13:34, 15:12). Het evangelie benadrukt hoe Jezus en zijn boodschap zowel door "de Joden" als door de wereld verworpen wordt en dat wie Jezus volgt uit de synagoge gezet zal worden (9:22) en gehaat zal worden door de wereld (15:18-27).
Jezus wordt in het Johannesevangelie vaak verkeerd begrepen wanneer hij metaforen en beeldspraak gebruikt. Als hij met Nikodemus over de wedergeboorte spreekt, denkt Nikodemus dat hij dit letterlijk bedoelt (3:3-5). Als hij de Samaritaanse vrouw vertelt dat hij haar "levend water" kan geven, vraagt zij zich af hoe Jezus dat zou kunnen terwijl hij niet eens een emmer heeft (4:10-12). Het omgekeerde gebeurt ook: als Lazarus gestorven is zegt Jezus tegen Lazarus' zuster Marta: "Je broer zal uit de dood opstaan". Marta reageert daarop door te zeggen dat haar broer inderdaad zal opstaan, namelijk bij de opstanding op de jongste dag (11:24), terwijl Jezus het directer bedoelde (11:43,44).
In het evangelie van Johannes komt evenals in het evangelie met Matteüs de confrontatie met de Joodse leiders naar voren. Waar de andere evangeliën, ook dat van Matteüs, hun kritiek meestal beperken tot de Judeese religieuze leiders (farizeeën, schriftgeleerden, priesters, enzovoort), heeft Johannes het regelmatig over "de Judeërs" (bijvoorbeeld 5:16, 7:1, 20:19), en vrijwel altijd wordt deze aanduiding in negatieve zin gebezigd.

## Het Johannesevangelie en de synoptische evangeliën
De evangeliën van Marcus, Matteüs en Lucas worden de synoptische evangeliën genoemd. Deze drie evangeliën hebben een groot aantal passages gemeen en vaak zijn die passages zelfs woordelijk hetzelfde. Het is daarom waarschijnlijk dat deze drie boeken in relatie tot elkaar staan: ze zijn gedeeltelijk op elkaar gebaseerd of de auteurs hebben gebruikgemaakt van hetzelfde bronnenmateriaal. De vraag naar de relatie tussen de drie synoptische evangeliën wordt het synoptische vraagstuk genoemd.
Er bestaan aanzienlijke verschillen tussen het Johannesevangelie en de synoptische evangeliën. Er zijn echter ook overeenkomsten en op enkele plaatsen bevat het Johannesevangelie passages die ook in een of meer van de synoptische evangeliën voorkomen. De vraag of het Johannesevangelie helemaal los van de andere drie evangeliën gezien moet worden of dat de auteur toch een of meer van de andere evangeliën kende, of misschien gebruikgemaakt heeft van dezelfde bronnen als de auteurs van de andere evangeliën, is nog steeds onderwerp van onderzoek en debat.
Tot in de twintigste eeuw werd vaak aangenomen dat de auteur van het Johannesevangelie in ieder geval het evangelie van Marcus kende, en misschien ook de andere twee. Sinds de tweede helft van de twintigste eeuw neemt men veelal aan dat de auteur van het Johannesevangelie geen van de synoptische evangeliën kende, maar wel gebruik heeft gemaakt van tradities en overleveringen die ook bij de synoptici bekend waren; dit zou dan de overeenkomsten verklaren.

### Overeenkomsten
Net als de andere drie evangeliën in het Nieuwe Testament is het Johannesevangelie een soort biografie van Jezus. De nadruk ligt op zijn handelingen en uitspraken, en op zijn lijden en sterven. Net als de andere evangeliën is het geschreven in het Koinè-Grieks en wordt er geen auteur vermeld. Het laatste hoofdstuk van het Johannesevangelie is, net als het laatste hoofdstuk van het Marcusevangelie (Marcus 16), vrijwel zeker een latere toevoeging.
Het Johannesevangelie bevat een tiental passages die in dezelfde volgorde staan als de overeenkomstige passages in het Marcusevangelie. Verder zijn er verschillende korte passages waarin er een sterke gelijkenis bestaat tussen de woordkeuze en formulering in het Johannesevangelie en dat van Marcus (bijvoorbeeld Joh. 1:26-34 en Marcus 1:7-11).

### Verschillen
- Bij Matteüs, Marcus en Lucas is het optreden van Jezus geografisch in twee delen verdeeld. Het eerste deel vindt plaats in Galilea, het tweede deel in Jeruzalem. Het moment dat Jezus zijn optreden van Galilea naar Jeruzalem verplaatst vormt een keerpunt, en de reis van Galilea naar Jeruzalem heeft (vooral bij Lucas, die hier zo'n tien hoofdstukken aan besteedt) een symbolisch belang. Deze geografische indeling vinden we niet bij Johannes terug. Bij Johannes speelt het optreden van Jezus (dat hier ook langer duurt dan bij de andere evangeliën, namelijk twee of drie jaar) zich wisselend in Galilea en Jeruzalem af.
- Veel woorden en uitdrukkingen die in de andere evangeliën vaak voorkomen ontbreken bij Johannes.[8] Andersom gebruikt Johannes een aantal uitdrukkingen die in de andere evangeliën niet of nauwelijks voorkomen.[9] In het algemeen is het vocabulaire bij Johannes beperkt: hij gebruikt zo'n 1.000 verschillende woorden (Marcus zo'n 1.350, Lucas 2.000).
- Het Johannesevangelie bevat geen echte gelijkenissen zoals die bij de synoptici te vinden zijn en ook geen verhalen over bezetenheid of het uitdrijven van geesten. Het aantal wonderen dat Jezus bij Johannes doet is beperkt (zeven stuks, inclusief die in hoofdstuk 21), maar ze zijn wel opvallender (spectaculairder) dan de wonderen uit de andere evangeliën.
- Het Laatste Avondmaal beslaat bij Johannes vijf hoofdstukken (13 t/m 17). Toch wordt hier nergens melding gemaakt van de instelling van het bijbehorende sacrament zoals dat bij de andere evangeliën te vinden is.
- Bij Johannes spreekt Jezus vaak over wie hij is, iets wat bij de synoptici nauwelijks gebeurt. Het bevat een aantal "Ik ben"-uitspraken van Jezus en het is ook het enige canonieke evangelie waarin Jezus zichzelf als gelijk of gelijkwaardig aan God voorstelt. De geheimzinnigheid die bij de synoptische evangeliën rond Jezus' identiteit hangt (vooral bij Marcus, waar sprake is van wat het "Messiaans geheim" wordt genoemd) ontbreekt bij Johannes volledig.
- Een aantal markante passages uit de synoptische evangeliën ontbreekt bij Johannes. Voorbeelden zijn: verhalen over de geboorte van Jezus, de verzoeking in de woestijn, de transfiguratie en de instelling van het Avondmaal. En omgekeerd bevat het Johannesevangelie een aantal passages die in de andere evangeliën ontbreken, waaronder het verhaal over Jezus die water in wijn verandert op een bruiloft (2:1-11) en dat over de opwekking van Lazarus.
- Johannes de Doper wordt in het evangelie enkel Johannes genoemd. Waar de synoptische evangeliën suggereren dat Johannes de Doper optrad voor Jezus' optreden, vermeldt het Johannesevangelie expliciet dat er een overlapping was tussen de optredens van Jezus en Johannes. De eerste twee leerlingen die Jezus volgen, doen dit in het Johannesevangelie niet omdat ze door Jezus geroepen worden, maar op instigatie van Johannes de Doper (1:35-37). Matteüs en Marcus vermelden dat Jezus gedoopt wordt door Johannes de Doper en Lucas vermeldt dit niet expliciet, maar suggereert dit wel. In het Johannesevangelie is er echter geen sprake van dat Jezus gedoopt wordt, en de "neerdaling van de geest" die bij de synoptici na de doop plaatsvindt, wordt vermeld als een gebeurtenis waarvan Johannes de Doper getuige is geweest (1:33-34).

## Totstandkoming
Het boek bevat een aantal vreemde overgangen en andere eigenaardigheden.
- Zo lezen we in vers 14:31 dat Jezus zegt: "Kom, laten we hier weggaan", waarna de tekst gewoon doorgaat met de toespraak van Jezus. Pas in 18:1 wordt er daadwerkelijk weggegaan.
- In 7:1 staat: "Daarna trok Jezus door Galilea; in Judea wilde hij niet komen". Deze opmerking staat, enigszins vreemd, midden tussen twee passages die zich in Galilea afspelen. Bij de genezing van de zoon van de hoveling in Kana wordt gemeld dat dit Jezus' tweede wonderteken was (4:54). Daarvoor, in vers 2:23, wordt echter gesproken over meerdere wondertekens die Jezus al gedaan zou hebben.
- In vers 3:22 staat dat Jezus en de leerlingen naar Judea gaan. Maar de passage daarvoor is het gesprek van Jezus met Nikodemus, dat zich al afspeelt in Judea.
- Tijdens het samenzijn van Jezus met de discipelen voor zijn gevangenneming vraagt Petrus op een gegeven moment waar Jezus heen zal gaan (13:36, zie ook 14:5). Later die avond zegt Jezus dat niemand aan hem vraagt waar hij naartoe gaat (16:5).

Er zijn verschillende hypothesen opgesteld om dit soort eigenaardigheden in het Johannesevangelie te verklaren. Onder anderen Rudolf Bultmann suggereerde dat de auteur gebruikmaakte van enkele bronnen. Een van die bronnen zou een verzameling van verhalen zijn over wonderen die Jezus gedaan had, en een andere bron zou een aantal toespraken van Jezus bevatten. De auteur zou het materiaal uit deze twee bronnen (en andere bronnen) samengevoegd hebben tot een evangelie. Andere hypothesen die wel geopperd zijn is dat de eigenaardigheden het gevolg zijn van latere aanvullingen op het evangelie (in ieder geval twee van dat soort latere toevoegingen zijn bekend, zie verderop), of dat auteur gedurende lange tijd bezig is geweest met het schrijven van het evangelie.

## Inhoud
Het evangelie begint met een proloog (1:1-18) waarin een aantal thema's uit het evangelie al genoemd worden. Mogelijk is deze passage gebaseerd op een lied of een gedicht: vooral de verzen 1 t/m 5 bevatten een duidelijk parallellisme waarbij het tweede deel van iedere uitspraak terugkomt in het eerste deel van de daarop volgende uitspraak.
Na de proloog begint in 1:19 het verhalende deel van het evangelie. Dit verhalende deel bestaat uit twee delen. Het eerste deel (hoofdstuk 2 t/m 12) bevat het verhaal van Jezus' openbare optreden, beginnend met het wonder op de bruiloft in Kana. Dit deel, dat zich afspeelt over een periode van twee of drie jaar, bevat een aantal wonderverhalen, toespraken en 'dialogen' (echte dialogen zijn het niet: het zijn eerder monologen die in de context van een gesprek tussen Jezus en iemand anders geplaatst zijn, bijvoorbeeld 3:1-21). Er zijn in dit deel zes wonderen van Jezus beschreven en de zes 'dialogen' die in dit deel staan sluiten elk bij een van deze wonderen aan. Het eindigt met een soort samenvatting (12:44-50) die lijkt op het begin van het evangelie en waarin dezelfde thema's terugkomen.
Het tweede deel (hoofdstuk 13 t/m 21) laat het samenzijn van Jezus met zijn directe volgelingen (hoofdstuk 13 t/m 17) zien. Het bevat ook een verslag van zijn lijden en sterven, en van zijn verschijningen aan de discipelen nadat hij opgewekt is uit de dood (hoofdstuk 18 t/m 21). Hoofdstuk 17 bevat het hogepriesterlijke gebed. In tegenstelling tot het eerste deel speelt dit deel zich grotendeels af in een korte periode, namelijk een dag.

### Thema: geloof en ongeloof
De schrijver zegt zelf wat zijn bedoeling is: "Jezus heeft nog veel meer wondertekenen voor zijn leerlingen gedaan, die niet in dit boek staan, maar deze zijn opgeschreven opdat u gelooft dat Jezus de messias is, de Zoon van God, en opdat u door te geloven leeft door zijn naam" (20:30,31). De zeven beschreven wonderen worden in dit boek teken genoemd, ze hebben iets te betekenen. Ook zijn er zeven symbolen, waarmee Jezus zichzelf vergelijkt. Het conflict tussen geloof en ongeloof is voortdurend onderwerp van de gesprekken tussen Jezus en de omstanders. Door het hele boek zegt Jezus nadrukkelijk Ik ben. Dit wordt vaak uitgelegd als een verwijzing naar de Godsnaam, die immers ook Ik ben betekent.

## Latere toevoegingen

### Het verhaal van Jezus en de overspelige vrouw
Het verhaal van Jezus en de op overspel betrapte vrouw (Johannes 7:53-8:11) is volgens veel moderne exegeten en tekstcritici een latere toevoeging.
Sommige handschriften (familie 13) hebben deze tekst tussen Lucas 21 en 22, andere aan het eind van het Johannesevangelie (familie 1) en in de oudst bekende handschriften, die getuigen van de (pre) Alexandrijnse tekst, Papyrus 66, Papyrus 75, de Codex Sinaiticus en de Codex Vaticanus, ontbreekt het. Mogelijk is het verhaal aanvankelijk los van de ons bekende Evangeliën overgeleverd.

### Hoofdstuk 21
Ook het laatste hoofdstuk van het evangelie, Johannes 21, is mogelijk een latere toevoeging. Het extra hoofdstuk vermeldt nog een verschijning van Jezus, hoewel aan het eind van hoofdstuk 20 al geïmpliceerd wordt dat er geen verdere verschijningen meer zullen volgen (20:29: "Gelukkig zijn zij die niet zien en toch geloven"). Daarnaast speelt hoofdstuk 21 zich plotseling in Galilea af, terwijl hoofdstuk 20 zich nog in Jeruzalem afspeelt. Ook de stijl en het vocabulaire van hoofdstuk 21 lijken af te wijken van de rest van het evangelie. 
Hier tegen in te brengen is dat er geen manuscript van het evangelie van Johannes bekend is waarbij hoofdstuk 21 ontbreekt.

## Johannespassie
Er zijn vele Johannespassies gecomponeerd naar dit evangelie, waarvan het oratorium van Johann Sebastian Bach, de Johannes-Passion (BWV 245), de grootste bekendheid geniet.